# 2MASS J01225093−2439505
2MASS J01225093−2439505 är en ensam stjärna belägen i södra delen av stjärnbilden Valfisken. Den har en skenbar magnitud av ca 14,24 och kräver ett kraftfullt teleskop för att kunna observeras. Baserat på parallax enligt Gaia Data Release 3 på ca 29,64 mas beräknas den befinna sig på ett avstånd av ca  135 ljusår (ca  41,3 parsec) från solen. Den rör sig bort från solen med en heliocentrisk radialhastighet av ca 11 km/s.

## Egenskaper
2MASS J01225093−2439505 är en röd till orange stjärna i huvudserien av spektralklass M3.5 V. Den har en massa av ca 0,4 solmassa, en radie av ca 0,37 solradie och utsänder energi från dess fotosfär motsvarande ca 0,019 gånger solen vid en effektiv temperatur av ca 3&nbs500 K. Stjärnan är mycket yngre än solen med en ålder av ca 120 miljoner år. Kinematiskt hör stjärnan till AB Doradus-rörelsegruppen. Multipelundersökningar 2016 upptäckte inte några följeslagare till 2MASS J01225093−2439505.

## Planetsystem
År 2013 upptäcktes en exoplanet i form av en superjupiter (kan vara en brun dvärg) genom direkt avbildning, och gavs namnet 2MASS J01225093−2439505 b. Den planetens uppmätta temperatur är 1 600 ± 100 K, och den uppvisar en ovanlig, kortlivad atmosfärisk stofttyp på grund av dess relativt låga yttyngdkraft och unga ålder. Planetspektrat klassificeras som L3.7±1.0. Planetens rotationsaxel lutar mot dess omloppsbana, med 33 +17−9°, medan omloppsbanan är väl anpassad till stjärnans ekvatorialplan. Planeten roterar snabbt, med en period på 6,8 ± 1,8 timmar.
| Planet | Massa         | Halv storaxel (AE) | Siderisk omloppstid (d) | Excentricitet | Inklination | Radie          |
| ------ | ------------- | ------------------ | ----------------------- | ------------- | ----------- | -------------- |
| b      | 19,5 ± 7,5 MJ | 50                 | -                       | -             | 103 +16−6°  | 1,04 ± 0,18 RJ |